# 小切奇
小切奇（匈牙利語：Kiscsécs）是匈牙利包尔绍德-奥包乌伊-曾普伦州所辖的一个村，临近大切奇。总面积4.13平方公里，总人口204，人口密度49.4人/平方公里（2011年1月1日）。